# Jake Weber
Jake Weber, född den 19 mars 1964 i London, England, är en brittisk skådespelare. Weber medverkade åren 2005-2011 i den populära serien Medium, där han spelade make till Allison DuBois (spelad av Patricia Arquette). Han var även med i filmen Möt Joe Black (1998).

## Filmografi i urval
- 1998 – En kvinnas öde
- 1998 – Möt Joe Black
- 1999 – Pushing Tin
- 2000 – U-571
- 2001–2002 – The Mind of the Married Man (TV-serie)
- 2004 – Dawn of the Dead
- 2005–2011 – Medium (TV-serie)
- 2013 – White House Down
- 2014 – Learning to Drive
- 2018–2019 – 13 Reasons Why (TV-serie)
- 2021 – Those Who Wish Me Dead